# Hinojosa de San Vicente
Hinojosa de San Vicente – gmina w Hiszpanii, w prowincji Toledo, w Kastylii-La Mancha, o powierzchni 31,04 km². W 2011 roku gmina liczyła 446 mieszkańców.